# Маллі-скреб
Маллі-скреб (англ. mallee) — рідколісся та чагарники, є одною з основних груп рослинності у напівпосушливих районах південної Австралії. З рослинності переважають евкаліпти, висотою від 2 до 5 метрів. Інші панівні роди рослин: Melaleuca, Acacia, Hakea. Рідколісся малі включають високі евкаліпти, які ростуть близько один до одного і створюють безперервний навіс, з малою кількістю рослинності на ґрунті, в той час як в чагарники малі включають нижчі евкаліпти, розташовані рідше і, як правило, вони наповнені хорошим ґрунтовим покривом. Склад підліску, залежить від таких факторів, як кількість опадів, склад ґрунту, а також частоти та інтенсивності пожеж. У напіввологих областях є велика різноманітність трав і чагарників, у той час як в напівпосушливих районах переважають купинні трави (напр. Triodia).